# 火燒比叡山事件
火燒比叡山事件（日语：／ hieizanyakiuchi）是日本戰國時代的一場事件，發生於1571年9月30日（日本元龜2年9月12日），是織田信長的軍隊攻擊近江國滋賀郡比叡山延曆寺（現在的滋賀縣大津市）的一場戰鬥。據說，在這次戰鬥中，信長的軍隊燒毀了延曆寺的寺廟，並斬首了所有的僧人、學士、神父和兒童。另一方面，近年來的發掘表明，許多設施可能是在此之前很久就已被廢除。
織田信長因此事件而被視為是對佛教的敵人。火燒比叡山事件被認為是日本歷史上佛教的重大轉折。